# Tetratoma crenicollis
Tetratoma crenicollis là một loài bọ cánh cứng trong họ Tetratomidae. Loài này được Baudi miêu tả khoa học đầu tiên năm 1877.